# Fabio Testi
Fabio Testi (nascut a Peschiera del Garda, Verona, Itàlia, el 2 d'agost de 1941), és un actor italià.

## Biografia
El 1966 inicia la seva carrera a Il buono, il brutto, il cattivo, cèlebre film de Sergio Leone.
El 1971 el director Vittorio de Sica el va escollir per fer un petit paper a El jardí dels Finzi Contini, pel·lícula que aconseguiria un Oscar a la millor pel·lícula de parla no anglesa.
Va interpretar el paper de galant a moltes pel·lícules compartint escena amb actrius de renom com Ursula Andress, Claudia Cardinale o Romy Schneider o espanyoles com Maribel Verdú i Ana Belén.
Durant els anys 1970, Fabio Testi era objecte de la premsa a causa de la seva relació amb l'estrella internacional Ursula Andress. La relació va durar tres anys, però va acabar quan Testi va veure que era un amant massa gelós. Un altre afer va ser amb Charlotte Rampling però només es va casar el 1979, amb Lola Navarro, amb qui va tenir tres fills. Un d'ells també és actor i es diu com ell, Fabio Testi Jr.
 Testi va aconseguir fama internacional per una sèrie de papers inusuals i la decisió ferma de romandre a Itàlia. Va decidir treballar amb directors com Milles Deenm, conegut com l'Ed Wood dels Spaghetti Westerns quan els millors papers estaven disponibles. Fabio Testi va ser triat pel director Andrzej Żuławski a L'important c'est d'aimer (1975), una pel·lícula que ha adquirit des d'aleshores estatus de culte, i que interpretaven també Romy Schneider, Klaus Kinski, Jacques Dutronc i Claude Dauphin.

## Filmografia
- Il buono, il brutto, il cattivo (1966)
- La morte bussa due volte (1969)
- El jardí dels Finzi Contini (1970)
- Addio, Fratello Crudele (1971)
- Cosa avete fatto a Solange? (1972)
- L'assassí (1972)
- Gang War in Naples (1972)
- L'important és estimar (L'important c'est d'aimer) (1975)
- I Quattro dell'apocalisse (1975)
- Il grande racket (1976)
- La via della droga (1977)
- L'herència Ferramonti (L'eredità Ferramonti), (1977)
- Clayton Drumm (Amore, piombo e furore) (1978)
- Manaos, (1979)
- Luca il contrabbandiere (1980)
- The Ambassador (1984)
- First Action Hero (1994)
- El sueño de Tánger (1985)
- Adiós pequeña (1986)
- Iguana (1988)
- Torrente 3: El Protector (2005)
- La conjura del Escorial (2008)